# Gemini (álbum)
Gemini es el primer álbum solista del líder y fundador de Lucybell, Claudio Valenzuela. Fue grabado en Chile, México y Estados Unidos y se caracteriza por ser un álbum bilingüe dado que tiene canciones en español, inglés y también en spanglish.
En esta placa, Valenzuela explora nuevos caminos, tendiendo una alternativa al rock pop tradicional, despegándose de su línea creativa conocida a través de Lucybell. Siempre fiel a su estilo, el músico se dio el gusto de ejecutar casi la totalidad de los sonidos entremezclados de su disco, que además contó con la coproducción de Adam Moseley, genio creativo detrás de grupos como The Cure, Rush y Kiss.
Según el mismo Claudio Valenzuela, este disco -que ha trabajado por tres años- "trata de la vida, el amor y la muerte (…), explora varias ideas y emociones a través de diferentes estilos de música." El primer sencillo de esta producción es "La Aguja en tu Ropa".

## Listado de canciones
1. Coming Home - 4:09
2. Favorite Lie - 4:32
3. Someday - 3:51
4. La Aguja en tu Ropa - 3:11
5. Walk Over the Ocean - 5:00
6. Si el Río Suena - 4:19
7. When You're Sleeping - 5:13
8. It's Time - 4:27
9. Me Parte el Miedo - 3:38
10. Down - 8:17
11. Abrazar un Volcán - 6:15

## Sencillos
- «La Aguja en tu Ropa» (2009)

## Enlaces
- La música Emol: Entrevista a Claudio Valenzuela